# Theodor Christoph Krug von Nidda
Theodor Christoph Krug, ab 1703 Krug von Nidda, (* 23. Juni 1653 in Hersfeld; † Mai 1719 in Ilmenau) war ein deutscher Berghauptmann, Mediziner und Leibarzt des Großen Kurfürsten.

## Leben
Krug entstammte der im hessischen Salz-Bergbau erfolgreichen Familie Krug. Er war der Sohn des Predigers Johann Daniel Krug (1625–1704). Ein Medizinstudium an der Universität Marburg schloss er 1676 mit der Promotion ab. Es folgten 1677 eine Stelle als Stadtphysicus in Schmalkalden, 1679 als hessischer Leibarzt und 1684 als hessischer Bergrat.
Später ging Krug nach Brandenburg-Preußen, um in Berlin als Oberarzt bzw. Leibarzt des Großen Kurfürsten und seines Sohnes und Nachfolgers Friedrich III. sowie ab 1695 als Dekan des Medizinalkollegiums und Geheimer Rat zu wirken.
In Cölln übernahm Krug 1696 das Direktorat der 1691 gegründeten „Magdeburgischen und Mansfeldischen Erz- und Schiefergewerkschaft“, die das bedeutendste Privat-Bergregal in Brandenburg-Preußen erhalten hatte.
Am 7. Juli 1684 nahm die Leopoldina Theodor Christoph Crug unter dem akademischen Beinamen Mercurius unter der Matrikel-Nr. 123 auf. Die Königlich-Preußische Akademie der Wissenschaften tat dies am 11. März 1701.
Als Kaiser Leopold I. im Jahr 1703 verdiente Mitglieder der Familie Krug in den Reichsadelsstand erhob, erhielt auch Theodor Christoph Krug die Namensänderung „Krug von Nidda“.
Von 1710 bis zu seinem Tode 1719 war Krug Direktor der Physikalischen Klasse und jeweils 1712 und 1716 Vizepräsident der Akademie der Wissenschaften in Berlin. Außerdem war er von 1709 bis 1713 Berghauptmann des halberstädtischen Oberbergamts.

## Schriften
- Splendidissimi Medicorum Ordinis Indultu Et Authoritate, In Illustri Marpurgensi Academia, Pro Gradu Doctoratus, Et Summis In Arte Medica Titulis Et Privilegiis, Hanc de Morbis Chronicis Ex Acido Vitioso, Disquisitionem, Solenni Excellentissimorum Dominorum Professorum examini exponit Theodorus Christophorus Crugius, Hersfeldensis, Ad diem 3. Maii, Anno 1676. 1676 Digitalisat
- Viri Magnifici D. Theodori Christophori Krugii, Consiliarii & Archiatri Electoralis Brandeburgici Observationum Curiosiarum Triga. Norimbergae 1692. (Digitalisat)